# Aufidia de feris africanis
Aufidia de feris africanis va ser una antiga llei romana que establia la possibilitat de portar feres salvatges pels jocs circenses. Aquesta importació havia estat prohibida antigament per un senatusconsultum. Es va aprovar l'any 640 de la fundació de Roma (114 aC) quan eren cònsols Marc Acili Balb i Gai Porci Cató, per rogatio del tribú de la plebs Gneu Aufidi.